# Myrmecodia erinacea
Myrmecodia erinacea är en måreväxtart som beskrevs av Odoardo Beccari. Myrmecodia erinacea ingår i släktet Myrmecodia och familjen måreväxter. Inga underarter finns listade i Catalogue of Life.